# Моначиновский сельский совет Харьковской области
Моначиновский сельский совет — входит в состав Купянского района Харьковской области Украины.
Административный центр сельского совета находится в селе Моначиновка.

## История
- 1991 — дата образования.

## Населённые пункты совета
- село Моначиновка
- село Василевка
- село Дорошовка
- село Селище